# Egor Baranov
Egor Baranov (în rusă : Егор Баранов; n. 3 decembrie 1988 la Ekaterinburg) este un regizor de film rus. În 2006, a intrat la Facultatea de Regie a Institutului de Stat al Rusiei de Cinematografie, unde a studiat în studioul lui Serghei Soloviov și al lui Valeri Rubincek. În 2018 a absolvit universitatea cu o diplomă roșie.
În 2012, Baranov a debutat regizoral cu filmul "Sinucideri" (Самоубийцы), avându-i pe actorii Evgheni Stihin, Alexei Vorobiov și Oksana Akinșina. 
Thriller-ul "Lăcustă" (Саранча) a apărut pe ecranele rusești în 2015. Este primul thriller erotic din Rusia. În rolurile principale au jucat actorii Paulina Andreeva și Piotr Fiodorov.
În 2015, a apărut "Farța" (Фарцa), o serie de 8 episoade care are loc în anii 1960 și a fost lansată de producătorii Alexander Țekalo și Alexander Kott și creată de Egor Baranov. În același an a apărut primul său lungmetraj, "Preot-san" (Иерей-Сан), pe care l-a filmat cu participarea lui Cary-Hiroyuki Tagawa și Ivan Ohlobistin. Personajul principal este Takuro Nakamura, botezat, apoi devenit părintele Nikolai (interpretat de Tagawa), un preot al Bisericii Ortodoxe Japoneze, fost sportiv profesionist și, în plus, fratele șefului unuia dintre clanurile mafiote japoneze.
În 2016, Egor a filmat serialul psihologic Sparta cu Artiom Tkacenko și Alexander Petrov, iar în 2017 a avut premiera filmului său mistic de groază "Gogol. Începutul" , cu Alexander Petrov în rolul principal, primul din seria de filme Gogol, care a fost urmat de "Gogol. Vii" (2018) și "Gogol. Răzbunare de groază" (2018).
În 2019, Egor a regizat filmul de thriller științifico-fantastic Avanpost.

## Filmografie
- Sinucideri (2012)
- Solovei-Războinik (2012)
- Lăcustă (2013)
- Preot-San [11] (2015)
- Fartsa (serial TV, 2015)
- Seria Gogol bazată pe culegerea de povestiri Serile în cătunul de lângă Dikanka:
  - Gogol. Începutul (2017)
  - Gogol. Vii (2018)
  - Gogol. Răzbunare de groază (2018)
- Sparta (2018)
- Avanpost (2019)